# Caixa Saladin

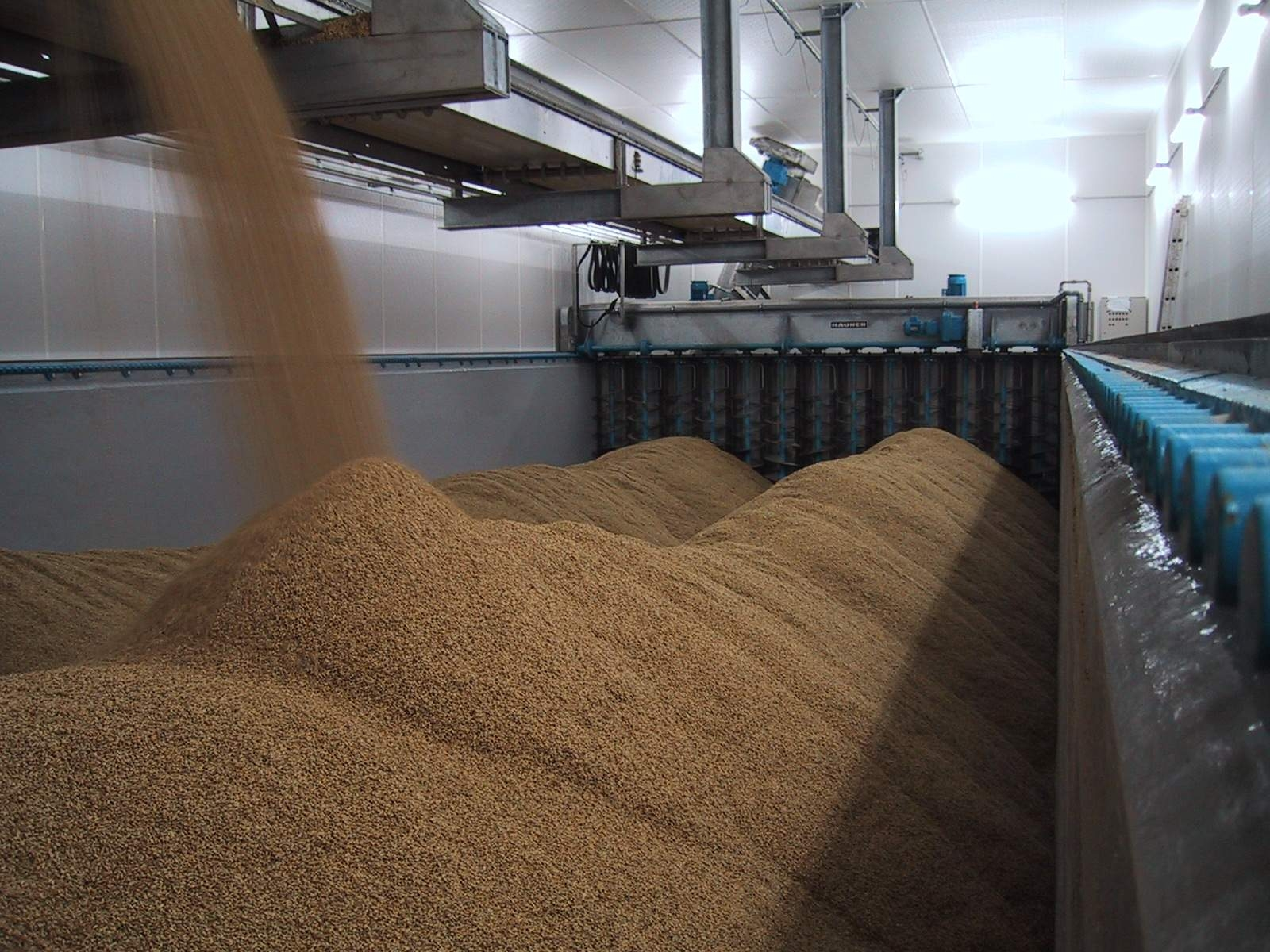
Omplint una caixa Saladin (Sangerhausen)

Una caixa Saladin és un instrument utilitzat per al maltatge d'ordi, per controlar la germinació del cereal. És un dels primers exemples d'equips que permetien fer un maltatge pneumàtic del cereal. El disseny clàssic consisteix en un contenidor rectangular gran, que pot fer més de 50 metres de longitud, i un conjunt de cargols verticals subjectats a un travesser. El travesser es mou horitzontalment a través de la longitud del contenidor mentre el moviment rotatori dels cargols aixeca l'ordi de l'inferior a la part superior. Combinat amb el flux d'aire que circula a través de l'ordi per refredar-lo, això permet treballar amb llits d'ordi d'entre 60 i 80 cm de profunditat, els cargols recorren longitudinalment la caixa dos o tres cops en un dia per tal d'aconseguir una homogeïnització (de temperatura i humitat) del gra i evitar que les arrels de l'ordi en germinació s'entrelliguin. Els cargols són moguts i girats per un sistema de politges i cinturons.
La caixa Saladin fou inventada pel francès Charles Saladin (1878–1942) a finals del segle xix per vèncer el problema de l'entrecreuament de les arrels, que formava una massa de grans de cereal entortolligats difícils de barrejar, fent impossible la utilització del gra. Anteriorment l'agitació del gra durant la germinació es realitzava a mà, com en la tècnica tradicional de maltatge al terra (amb llits de grans menys profunds) i també en sistemes primitius de maltatge pneumàtic que ja utilitzaven fluxos d'aire artificials per refredar l'ordi en llits més profunds, com el que va dissenyar Galland.
La primera cerveseria dels EUA en emprar les caixes Saladin va ser la John A. Huck Brewery a Chicago, Illinois.
Els dispositius moderns de maltatge utilitzen uns sistemes similars de cargols com els inventats per Saladin, però empren transportadors helicoidals de cargols més que cargols tancats, la part inferior està perforada per l'aireació i refrigeració del llit de malts. L'aire que circula a través del gra pot tenir diferents concentracions d'humitat o d'oxigen, depenent del moment de la germinació, per tal de mantenir el gra humit i amb uns nivells de respiració adequats. Es poden emprar també dipòsits circulars en comptes de caixes rectangulars
A Escòcia hi ha només una destil·leria de whisky que encara utilitza la caixa Saladin: Tamdhu. Aquesta destil·leria empra dues caixes per realitzar la germinació i omplir el forn de torrat, a més de dos dipòstis per realitar l'amarat del gra. Aquesta també va ser una de les primeres destil·leries escoceses en instal·lar una caixa Saladin.